# A Ordem Mundial de Bahá'u'lláh
A Ordem Mundial de Bahá'u'lláh é uma compilação de cartas e mensagens enviadas por Shoghi Effendi, o Guardião da Fé Bahá'í, publicado pela primeira vez em 1938.
A Ordem Mundial de Bahá'u'lláh tem a finalidade ampla de demonstrar e aplicar a Ordem Administrativa Bahá'í como o núcleo e padrão da civilização mundial que emerge sob inspiração divina. A ideia prevalecente é reconhecer a diferença essencial entre a administração Bahá'í prevista por Bahá'u'lláh e as seitas das várias religiões, visa cumprir a supremacia que as religiões anteriores exerceram sobre a alma individual, colocando em prática os ensinamentos e outorgando o tão esperado "Reino de Deus na Terra" previsto em diversas religiões, traduzido em ordem e paz mundial através de um crescimento sistemático e orgânico, cuja base é essencialmente espiritual.
O livro foi divido em títulos e sub-títulos para conveniência do leitor, adicionados com a aprovação de Shoghi Effendi.
O livro A Ordem Mundial de Bahá'u'lláh conceitua princípios de fé, política e economia, sendo assim, não é dirigido especificamente aos Bahá'ís, embora trate fundamentalmente dos assuntos da Fé, pode ser fonte de investigação sobre de que modo funciona as instituições Bahá'ís e como estas poderão organicamente emergir frente à civilização moderna.
O trecho abaixo representa bem a abordagem de Shoghi Effendi neste livro:
"Pois Bahá'u'lláh, devemos prontamente reconhecer, não só imbuiu a humanidade com um novo e regenerador Espírito. Ele não enunciou meramente certos princípios universais, ou propôs uma filosofia específica, por mais potente, sólidos e universais que possam ser. Além destes, Ele, assim como ´Abdu'l-Bahá após Ele, estabeleceu, ao contrário das Dispensações do passado, clara e especificamente um conjunto de Leis, estabeleceu instituições específicas, e proveu os fundamentos de uma Economia Divina. Estes são destinados a ser um padrão para a sociedade futura, um instrumento supremo para o estabelecimento da Paz Máxima e o meio para a unificação do mundo, e a proclamação do reino da integridade e justiça sobre a terra."